# Walter Model
Otto Moritz Walter Model (Genthin, 24 januari 1891 – bij Duisburg/Lintorf, 21 april 1945) was een Duitse generaal-veldmaarschalk uit de Tweede Wereldoorlog.
Hij werd geboren als zoon van de leraar Otto Model en Marie Demmer.

## Biografie

### Eerste Wereldoorlog
Hij werd in 1910 benoemd tot luitenant en nam deel aan de Eerste Wereldoorlog. In die oorlog diende hij bij het 52e Regiment infanterie van de 5e divisie aan het westelijk front. Model diende als adjudant van het 1e bataljon van zijn regiment. In mei 1915 werd hij zwaargewond in de buurt van Arras en in oktober ontving hij het IJzeren Kruis, Eerste Klasse. Zijn daden trokken de aandacht van zijn divisiecommandant, die ondanks twijfels over zijn "ongemakkelijke ondergeschikte", Model aanbeval voor een post bij de Duitse Generale Staf. Dit betekende onder andere dat Model alleen aan de eerste fasen van de Slag om Verdun deelnam en ontsnapte aan de Slag aan de Somme, waar zijn divisie bij zijn afwezigheid is afgeslacht.

### Tweede Wereldoorlog
Na de oorlog werd hij in het leger van de Weimarrepubliek opgenomen. Hij werd drie maal bevorderd: in 1929 tot majoor, in 1934 tot overste en in 1938 tot generaal-majoor. Aan een kort verblijf in de Sovjet-Unie hield hij een sterke afkeer van het communisme over. Na de machtsovername door de nazi's bleef hij militair. Als chef-staf nam hij in 1939 deel aan de aanval op Polen en in 1940 aan de aanval op Frankrijk.
Vanaf 1941 werd hij aan het oostfront ingezet. Hier verwierf Model door zijn kundigheid, persoonlijke moed en uithoudingsvermogen groot respect. Hij verkreeg de bijnamen: reddingsanker van het Oostfront en brandweerman van het Oostfront, omdat hij steeds werd ingezet op plaatsen waar een doorbraak in het oostelijke front dreigde. Model was een meester op het terrein van de improviserende verdedigingstactiek.
Op 23 mei 1942 raakte een Russische scherpschutter hem in zijn linkerlong, terwijl hij met een verkenningsvliegtuig over bebost gebied vloog. Een spoedoperatie in een veldhospitaal redde zijn leven.
Na de aanslag op Hitler door Claus von Stauffenberg legde Model als eerste een eed van trouw af aan Hitler. Toen Günther von Kluge, de veldmaarschalk van het westfront, zelfmoord pleegde, omdat hij werd verdacht van betrokkenheid bij de aanslag, benoemde Hitler Model tijdelijk tot veldmaarschalk voor het westfront. Gerd von Rundstedt volgde hem op en Model bleef in het westen actief.

### Operatie Market Garden

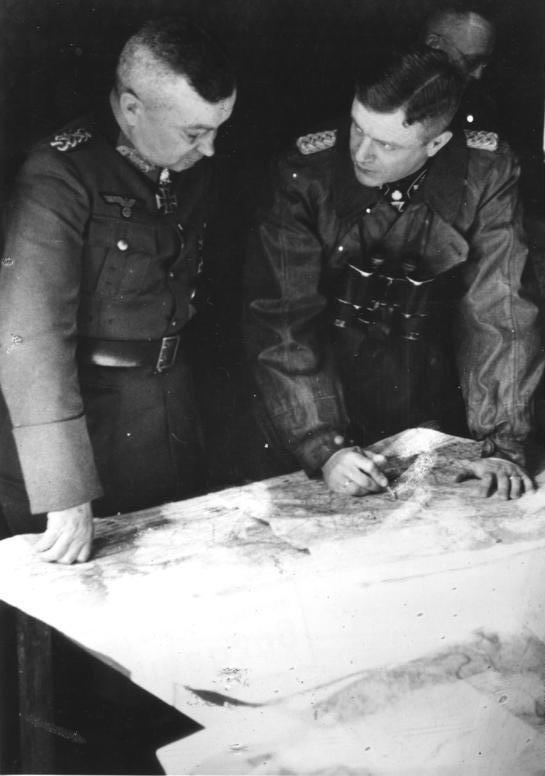
Model tijdens een bespreking met Waffen-SS generaal Heinz Harmel (rechts) tijdens Operatie Market Garden

Toen Operatie Market Garden begon, was Models hoofdkwartier in Oosterbeek gevestigd. Model vluchtte voor de luchtlandingen naar Doetinchem en leidde van daaruit de tegenaanval. Hij bepaalde dat het verboden was de Rijnbruggen bij Arnhem en Nijmegen op te blazen. Daardoor konden de Britten de verkeersbrug van Arnhem veroveren en de Amerikanen de spoorbrug van Nijmegen. Model wist het geallieerde offensief echter te stoppen.
Eind 1944 voerde hij als opperbevelhebber van Heeresgruppe B verrassingsaanvallen uit tegen Amerikaanse eenheden, in het kader van het mede door hem ontworpen Ardennenoffensief.
Model was steeds een trouwe aanhanger van Hitler, maar negeerde zijn Nero-Befehl, waarin de totale vernietiging van de infrastructuur in het Ruhrgebied werd bevolen. Omdat Model capitulatie wilde voorkomen, pleegde hij aan het einde van de oorlog zelfmoord in Lintorf bij Duisburg. Dit nadat zijn Heeresgruppe B in het Ruhrgebied ingesloten was geraakt. Hij ligt sinds 1955 begraven op het soldatenkerkhof bij Vossenack.

## Persoonlijkheid
Walter Model werd door zijn collega-officieren beschouwd als een zeer kundige en hardwerkende militair. Hij had een groot improvisatietalent dat hij succesvol gebruikte om dreigende vijandelijke doorbraken aan het front te stoppen. Ook was hij persoonlijk moedig en onverschrokken zodat hij geregeld zijn manschappen in de voorste frontlinies aanvoerde. Hierbij raakte hij zelf verschillende keren gewond. Model had veel zelfvertrouwen dat echter vaak aan arrogantie en zelfoverschatting grensde. Hij had er moeite mee om de eer voor zijn successen te delen met zijn staf en ondergeschikten voor te dragen voor bevordering of onderscheiding. Hij profileerde zich vooral als de 'onpolitieke soldaat' die alleen zijn land wilde dienen zonder zich aan de nazi's te willen conformeren maar bereikte daarmee eerder het tegendeel: veel collega's in de legertop beschouwden hem uiteindelijk als een overtuigde Hitler-aanhanger.
Model was in 1927 gehuwd met Herta Huyssen (1892-1985) en had twee dochters en een zoon, Hansgeorg Model (1927-2016), die eveneens een militaire carrière had. Zijn zoon werd bevorderd tot de rang van brigadegeneraal bij de naoorlogse Bundeswehr.

## In fictie
In een 'alternatieve geschiedenis'-verhaal The last article (1988) van sciencefictionschrijver Harry Turtledove speelt Model een rol als de veroveraar van Brits-Indië. Het verhaal geeft een goed beeld van de morele instelling en denkwijze van Model (en andere Duitse generaals zoals Ferdinand Schörner) onder het nazibewind. In deze alternatieve wereld heeft de VS zich afzijdig gehouden van de Tweede Wereldoorlog waardoor de nazi's Engeland en de Sovjet-Unie verslaan en vervolgens tegen 1947 India binnenvallen. Hier ontmoet Model Mahatma Gandhi die met burgerlijke ongehoorzaamheid nog steeds onafhankelijkheid nastreeft voor India nadat de Duitsers de Britten hebben vervangen als kolonisators. Maar Model reageert hier tot verrassing van Gandhi heel anders op dan de Britten deden in 'onze wereld': de nazi's hebben geen enkel probleem met het in de straten van de Indiase steden massaal afslachten van geweldloze demonstranten tegen de Duitse bezetters, waar de Britten in onze wereld wel bakzeil haalden. Gandhi gaat nog even door met protestdemonstraties maar dan geeft Model opdracht Indiase dorpen met gifgasgranaten te bombarderen tot de protesten stoppen. Na enkele miljoenen doden geeft Gandhi zichzelf aan bij de Duitsers. In een laatste gesprek, voordat hij doodgeschoten wordt, vraagt Gandhi aan Model hoe hij zo gewetenloos talloze ongewapende mensen heeft kunnen laten doden. Model antwoordt dat hij geen onmens is en persoonlijk niets tegen de Indiase bevolking heeft. Maar hij beschouwt zich wel als een 'professionele soldaat' die zijn taken, in dit geval de 'pacificering' van India, die hem van hogerhand opgedragen worden, zo efficiënt mogelijk vervult met behulp van alle methoden die het gewenste resultaat opleveren. En bovendien, zo verklaart hij, ligt zijn loyaliteit vanzelfsprekend alleen bij het Duitse volk en zijn leiders en niet bij de Indiërs.

## Militaire loopbaan
- Fahnenjunker: 27 februari 1909
- Fähnrich: 19 november 1909
- Leutnant: 22 augustus 1910[2]
- Oberleutnant: 25 februari 1915[2]
- Hauptmann: 18 december 1917 - maart 1918[2]
- Major: 1 oktober 1929[2]
- Oberstleutnant: 1 november 1932[2]
- Oberst: 1 oktober 1934[2]
- Generalmajor: 1 maart 1938[2]
- Generalleutnant: 1 april 1940[2][10]
- General der Panzertruppe: 1 oktober 1941[2][10]
- Generaloberst: 28 februari 1942[2] - 1 februari 1942[11]
- Generalfeldmarschall: 1 maart 1944[2][11]

## Decoraties
- Ridderkruis van het IJzeren Kruis (nr.344) op 9 juli 1941 als Generalleutnant en Opperbevelhebber van het 3e Pantserdivisie[2][11][12][13][14]
- Ridderkruis van het IJzeren Kruis met Eikenloof (nr.74) op 17 februari 1942 als General der Panzertruppe en Bevelvoerend-generaal van het XXXXI. Panzerkorps[2][11][12][13][14]
- Ridderkruis van het IJzeren Kruis met Eikenloof en Zwaarden (nr.28) op 2 april 1943 als Generaloberst en Opperbevelhebber van het 9e Leger[2][11][12][13][14]
- Ridderkruis van het IJzeren Kruis met Eikenloof, Zwaarden en Briljanten (nr.17) op 17 augustus 1944 als Generalfeldmarschall en Opperbevelhebber van de Heeresgruppe Mitte[2][11][12][13][14]
- IJzeren Kruis 1914, 1e Klasse[11] (19 oktober 1915)[2][15] en 2e Klasse[11] (20 september 1914)[2]
- Gewondeninsigne 1939 in goud op 25 mei 1942[2][15]
- Herhalingsgesp bij IJzeren Kruis 1939, 1e Klasse (2 oktober 1939) en 2e Klasse (22 september 1939)[2][14][15]
- Panzerkampfabzeichen[11] in zilver (zonder getal) op 29 augustus 1941[2][14][15]
- Spanjekruis in brons op 31 mei 1939[2]
- Ridderkruis in de Huisorde van Hohenzollern met Zwaarden op 26 februari 1917[2][15]
- Hij werd meerdere malen genoemd in het Wehrmachtsbericht. Dat gebeurde op:[15]
- 21 februari 1942[2][14][16]
- 3 september 1943[2][14][17]
- 5 augustus 1944[2][14][18]
- 19 april 1945[2][14][19]

Werner von Blomberg · Hermann Göring · Walther von Brauchitsch · Albert Kesselring · Wilhelm Keitel · Günther von Kluge · Wilhelm Ritter von Leeb · Fedor von Bock · Wilhelm List · Erwin von Witzleben · Walter von Reichenau · Erhard Milch · Hugo Sperrle · Gerd von Rundstedt · Erwin Rommel · Georg von Küchler · Erich von Manstein · Friedrich Paulus · Ewald von Kleist · Maximilian von Weichs · Ernst Busch · Wolfram von Richthofen · Walter Model · Ferdinand Schörner · Robert von Greim · Eduard von Böhm-Ermolli (titulair)
- Bibsys: 9007936
- Bibliothèque nationale de France: cb131752348 (data)
- Gemeinsame Normdatei: 118582909
- International Standard Name Identifier: 0000 0000 6674 8442
- Library of Congress Control Number: no93021718
- Nationale Bibliotheek van Letland: 000316726
- Nationale Bibliotheek van Israël: 987007297305505171
- Nationale Bibliotheek van Polen: a0000001996741
- Russische Staatsbibliotheek: 000039095
- Virtual International Authority File: 8179888
- WorldCat: E39PBJrwX9KpRftxc4tW33BgKd